# Путин в филателии

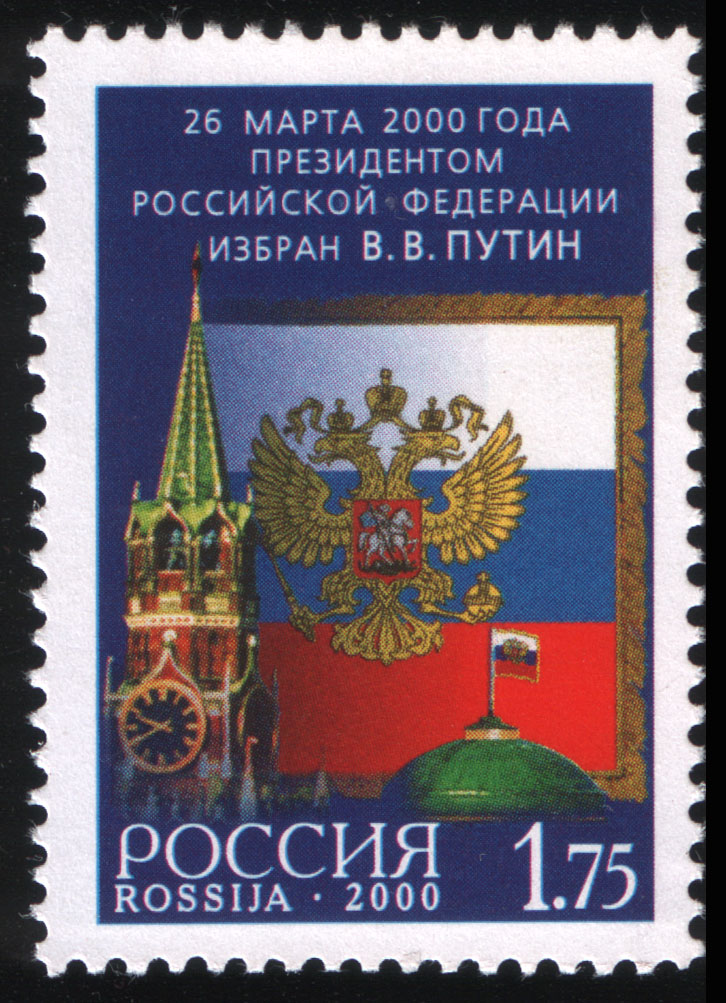
Инаугурационная марка Президента РФ В. В. Путина (2000)

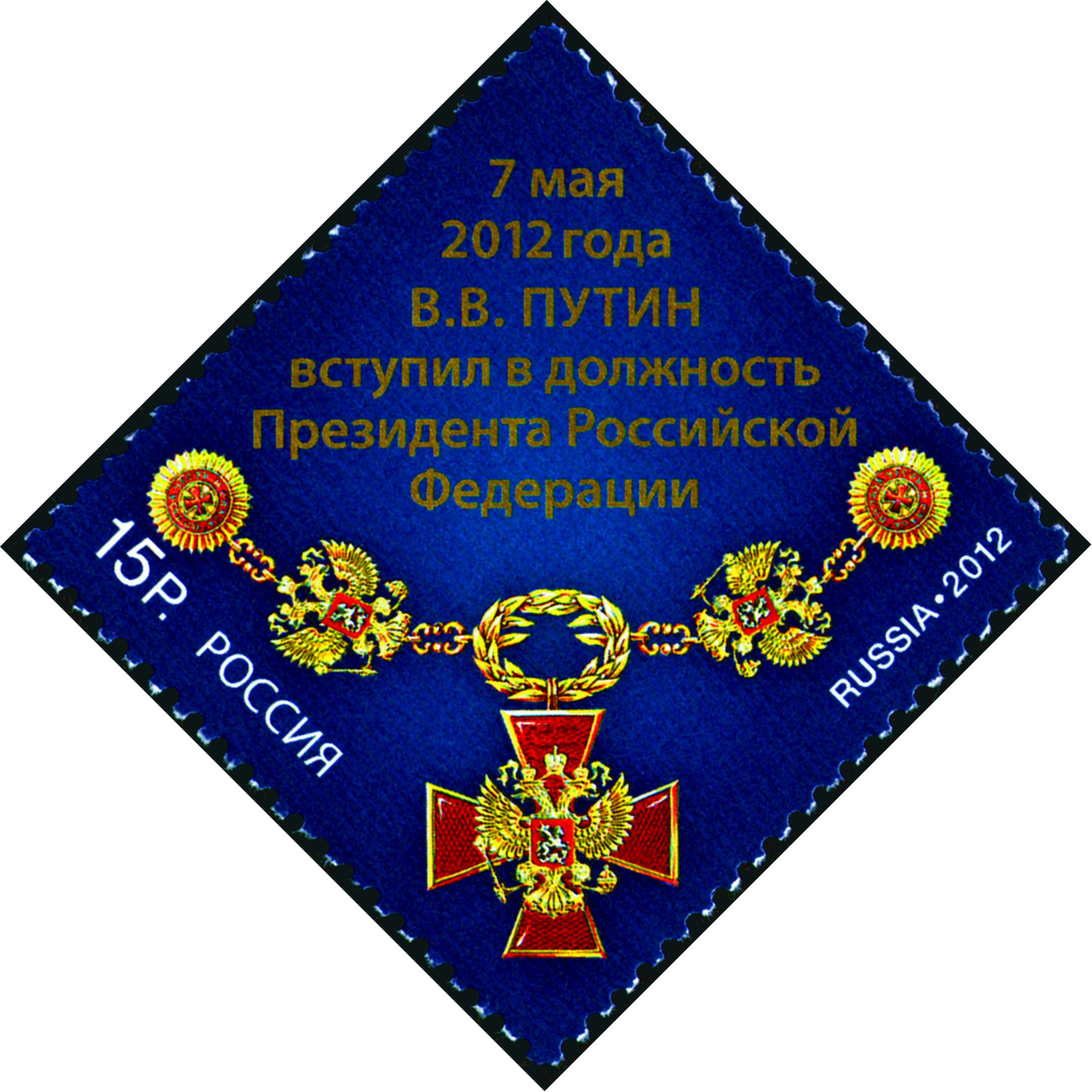
Инаугурационная марка Президента РФ В. В. Путина, 2012

Тема «Путин в филателии» охватывает совокупность знаков почтовой оплаты и штемпелей, посвящённых В. В. Путину или связанных с ним.
К данной тематике относятся филателистические материалы с изображениями В. В. Путина, его высказываниями, упоминанием его имени, визитов, а также посвящённые местам, где он жил, работал или побывал.

## Выпуски России

### Президентство
Первая почтовая марка «путинской» тематики появилась в обращении 7 мая 2000 года по случаю инаугурации В. В. Путина тиражом 350 тыс. экземпляров (ЦФА [АО «Марка»] № 584). Её автор — художник И. Комаров. На марке номиналом в 1 рубль 75 копеек размещён текст об избрании Владимира Путина президентом России 26 марта того же года. Марочные листы включали 36 (6 × 6) марок.
После победы Владимира Путина на президентских выборах 2012 года была выпущена почтовая марка, приуроченная к его вступлению в должность президента Российской Федерации. На марке номиналом 15 рублей размещён памятный текст и изображён Знак Президента Российской Федерации. Марка была выпущена тиражом в 630 000 экземпляров. Художник марки — А. Московец. Марочные листы включали 9 (3 × 3) марок.
7 мая 2018 года почта России выпустила памятную марку, посвящённую переизбранию В. В. Путина на четвёртый президентский срок  (ЦФА [АО «Марка»] № 2343).
3 марта  2021 года была выпущена марка, посвящённая 500-му пленарному заседанию Совета Федерации, на которой было изображено заседание Совета под председательством В. В. Путина (ЦФА [АО «Марка»] № 2740).
7 мая 2024 года Министерство связи России выпустило памятную марку, посвящённую переизбранию В. В. Путина на пятый президентский срок.

### Цитаты
В течение 2002—2004 годов Почта России издала целую серию из семи рекламных иллюстрированных маркированных конвертов, посвящённых страховой группе «Мегарусс». Помимо прочего, на пяти конвертах (№ 252К-2003, 260К-2003, 261К-2003, 67К-2004, 94К-2004) был изображён государственный герб России и приведена цитата из высказывания президента Путина:
Уж если мы с вами людям что-то и пообещали, то нужно обязательно выполнять.
Автором двух конвертов 2004 года был художник М. Вдовченко, в то время как для конвертов 2003 года дизайнер в каталоге Издательско-торгового центра «Марка» не указан.
В 2005 году Почта России подготовила ещё одну серию из десяти художественных маркированных конвертов, посвящённую ОАО «Российские железные дороги» (№ 92К-2005, 93К-2005, 103К-2005, 104К-2005, 105К-2005, 107К-2005, 108К-2005, 110К-2005, 111К-2005, 112К-2005). На конвертах изображены электровозы и вокзалы и приведены цитаты из различных высказываний президента Путина о железнодорожной транспортной системе России и по другим поводам. Дизайнером всех конвертов был снова М. Вдовченко.

## Зарубежные выпуски

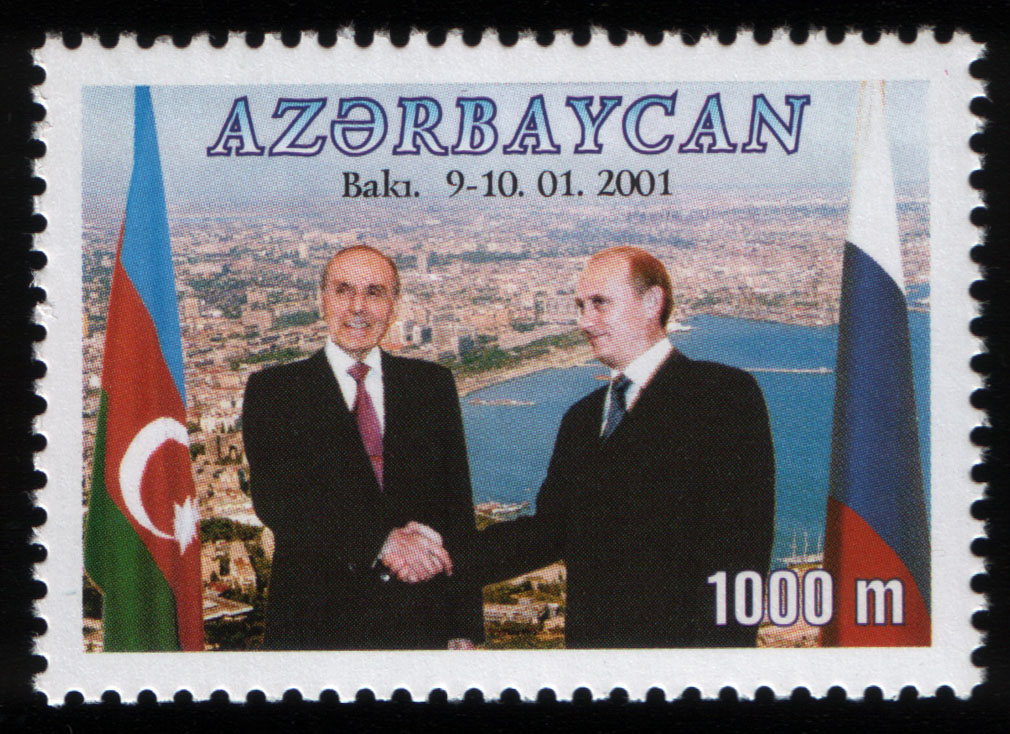
Почтовая марка Азербайджана (2001, 1000 манат), посвящённая рабочему визиту Владимира Путина в Баку 9—10 января 2001 года

### Азербайджан
20 декабря 2001 года компания «Азермарка» выпустила марку, приуроченную к рабочему визиту Владимира Путина в Азербайджан, который состоялся 9—10 января того же года (Sc #726). На ней изображены президенты Азербайджана и России Г. Алиев и В. Путин на фоне панорамы Баку. Тираж марки — 20 тыс. экземпляров. Одновременно был выпущен конверт первого дня тиражом всего лишь 200 экземпляров.
На полях азербайджанского почтового блока в ознаменование 80-летия Гейдара Алиева, появившегося 2 мая 2003 года, имеется фотография встречи Г. Алиева и В. Путина. Тираж этого блока составил 10 тыс. экземпляров.

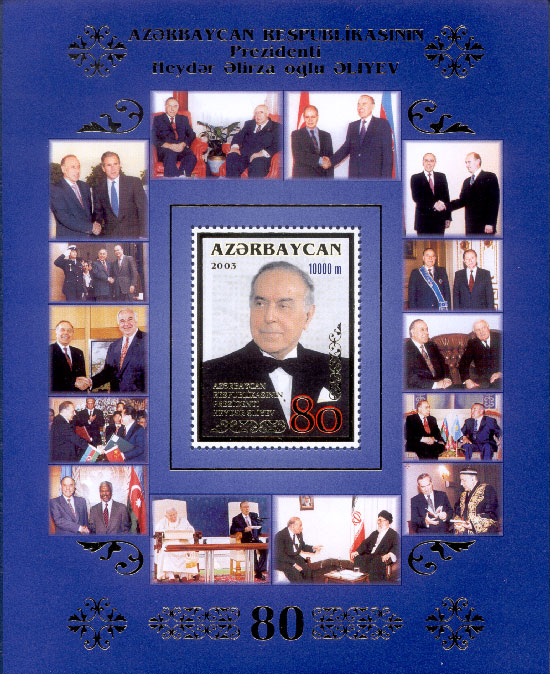
Почтовый блок Азербайджана в честь 80-летия Г. Алиева (2003, манат). Справа на верхней фотографии на поле блока — Владимир Путин

Художник почтовой миниатюры и блока — Х. Мирзоев. В обоих случаях знаки почтовой оплаты печатались на украинском предприятии «Полиграфкомбинат».

### КНДР
В 2000 году почта КНДР выпустила почтовый блок, посвящённый визиту Владимира Путина в Пхеньян 19—20 июля. На марке блока запечатлена встреча В. Путина и Ким Чен Ира.
В 2001 году вышел почтовый блок в честь визита лидера КНДР Ким Чен Ира в Москву 4—5 августа. На марке блока изображён момент встречи Владимира Путина с Ким Чен Иром 4 августа в Кремле.
Следующие два северокорейских блока появились в 2002 году и содержали фотопортреты лидеров КНДР и России, встретившихся 20—24 августа того же года.
В 2019 году почтой КНДР были выпущены две почтовые марки, посвящённые визиту председателя Госсовета КНДР Ким Чен Ына в Россию в апреле 2019 года и его встрече с президентом РФ Владимиром Путиным. На марках помещена фотография Ким Чен Ына и В. В. Путина во время встречи и надпись на марках на русском и корейском языках: «На память визита в РФ Председателя ТПК, Председателя Госсовета КНДР, Верховного Главнокомандующего вооружёнными силами КНДР товарища Ким Чен Ына».
В октябре 2023 года Государственное управление по выпуску почтовых марок КНДР выпустило новые марки (1 отдельная марка,2 сложенных блока, 2 малых блока) в память официального дружественного визита  Ким Чен Ына в Российскую Федерацию, на которых северокорейский вождь был запечатлён вместе с В.В. Путиным и другими российскими официальными лицами.
В августе 2024 года почтовым ведомством КНДР были выпущены памятные марка и блок, посвященные визиту В.В. Путина в КНДР в июне 2024 г. и его встрече с Ким Чен Ыном в Пхеньяне.

### Либерия
В честь открытия 55-й сессии Генеральной Ассамблеи, названной «Ассамблеей тысячелетия Организации Объединённых Наций», и «Саммита тысячелетия Организации Объединённых Наций» (5 сентября 2000 года), Либерия эмитировала почтовый блок и один из самых крупных листов почтовых марок с портретами всех 190 участников Ассамблеи тысячелетия. На одной из марок серии изображён президент России В. В. Путин.

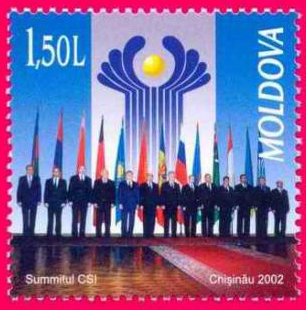
Почтовая марка Молдавии, посвящённая саммиту СНГ в Кишинёве (2002)

### Молдавия
На почтовой марке Молдавии номиналом в 1,50 лея, выпущенной 6 октября 2002 года по случаю прошедшего в Кишинёве очередного саммита СНГ, помещена коллективная фотография лидеров стран-участниц СНГ, где Путин стоит перед российским флагом. Тираж миниатюры — 100 тыс. экземпляров.

### Словакия
Словакия посвятила в 2005 году марку встрече президента США Дж. Буша и президента России В. В. Путина. На синей марке номиналом в 25 крон с изображением американского, словацкого и российского флагов надпись: «24.2.2005 Bush Putin Slovakia Summit 2005» («Встреча Буша и Путина на высшем уровне в Словакии в 2005 году»). Марка тиражом 200 тыс. экземпляров появилась в обращении в тот же день, что было также отмечено конвертом первого дня (5300 экземпляров).

### Словения
В 2001 году Словения выпустила почтовую марку и блок по поводу встречи президента России В. В. Путина и президента США Дж. Буша 16 июня 2001 года. На марке с изображением американского и российского флагов надпись на словенском, русском и английском языках: «Встреча Путин — Буш Словения 16.06.2001».

### Украина
В феврале 2023 г. в годовщину полномасштабного вторжения России Украина выпустила почтовые марки с изображением работы известного британского граффити-художника Бэнкси: похожий на президента России человек летит на татами после броска маленького мальчика.

### Узбекистан

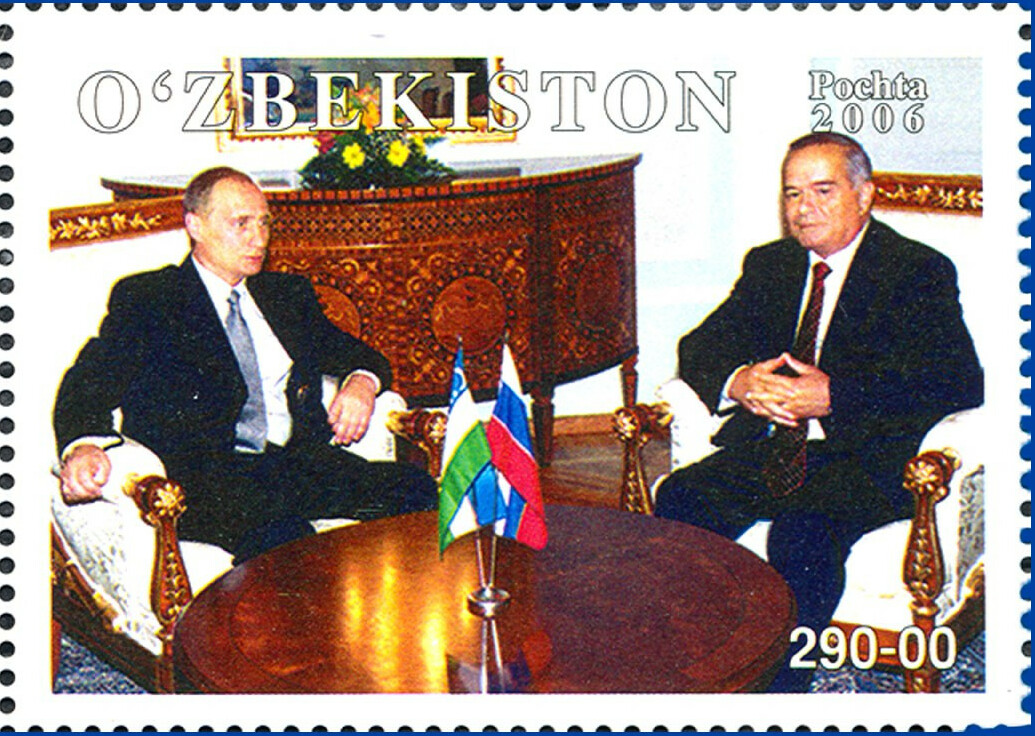
Почтовая марка Узбекистана (2006, 290 сумов), посвящённая визиту Владимира Путина в Узбекистан

24 августа 2001 года в Узбекистане к 10-летию независимости страны вышла серия марок с одинаковым для всего выпуска купоном. На одной из марок дизайнера С. Шарипова был изображён В. В. Путин:
- Ислам Каримов и Владимир Путин (фотограф Ф. Курбонбоев), номинал 95-00[16].

25 августа 2006 года в Узбекистане к 15-летию независимости страны вышла серия из 57 марок с одинаковым для всего выпуска купоном. На трёх марках дизайнера А. Мусашайхова был изображён В. В. Путин:
- Ислам Каримов и Владимир Путин (фотограф Ф. Курбонбоев), номинал 290-00[17].
- Шанхайская организация сотрудничества, Ташкент-2004 (фотограф Ф. Курбонбоев), номинал 250-00[18].
- Межгосударственный совет ЕврАзЭС (фотограф А. Тураев), номинал 410-00[19].

Каждая почтовая миниатюра имела тираж 20 тыс. экземпляров и издавалась в виде малого листа из двух марок и двух купонов. 30 августа 2006 года на марках этой серии производилось специальное гашение по случаю 15-летия независимости республики.

## Прочее

В. В. Путин на купоне рекламной марки Национальной академии филателии, выпущенной Почтой России по заказу НАФ по случаю награждения Альбера II медалью Фаберже (2006)

В 2006 году выходила российская рекламная марка в связи с вручением князю Монако Альберу II награды Национальной академии филателии (НАФ) — медали Фаберже. Марка была подготовлена художником Юрием Клименко. На купоне марки изображён Альбер II во время встречи в Москве с Владимиром Путиным.

## Путин-филателист
По словам исполнительного директора Союза филателистов России Виктора Синегубова, Путин сам является коллекционером почтовых марок. Он собирает коллекцию знаков почтовой оплаты с изображениями выдающихся людей.
В 2007 году Путин направил официальное приветствие участникам, организаторам и гостям Всемирной выставки почтовых марок «Санкт-Петербург—2007». Планировалось также, что супруга президента, Людмила Путина, откроет эту выставку, но в итоге её участие в этом мероприятии не состоялось.

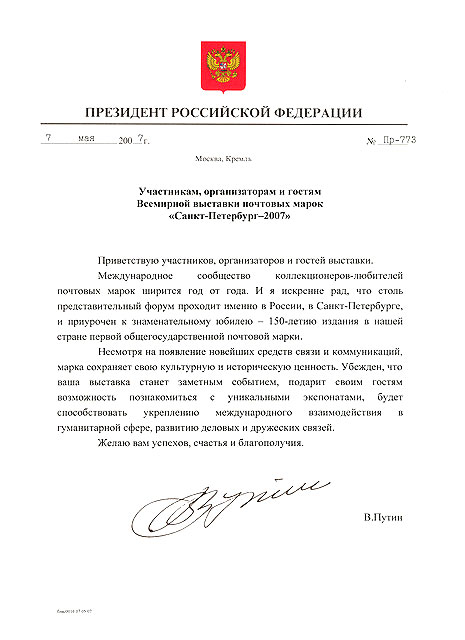
Официальное приветствие, которое Президент Российской Федерации В. Путин направил в адрес участников, организаторов и гостей Всемирной выставки почтовых марок «Санкт-Петербург—2007»